# Conventions de Rio
Les  trois conventions de Rio sont issues de la Conférence des Nations unies sur l'environnement et le développement, autre nom du Sommet de la Terre tenu à Rio de Janeiro en 1992. Ces trois conventions sont :
- Convention sur la diversité biologique (CDB)
- Convention-cadre des Nations unies sur les changements climatiques (CCNUCC)
- Convention des Nations unies sur la lutte contre la désertification (CNULD)